# Hath-Set (cómic)
Hath-Set es un supervillano de DC Comics creado por Gardner Fox y Dennis Neville. El personaje es el archienemigo de Hawkman y Hawkgirl.

## Historial de publicaciones
Hath-Set apareció por primera vez en Flash Comics # 1 y fue creado por Gardner Fox y Dennis Neville.

## Biografía ficticia
Hath-Set, un cruel sacerdote egipcio, apareció por primera vez en Flash Comics (número 1, enero de 1940). Lidera una rebelión y captura y asesina al príncipe Khufu y a la sacerdotisa Chay-Ara. Los mata con una daga maldita que ha sido forjada con el Metal Nth. Esto da como resultado un ciclo en el que los tres se reencarnan juntos. En muchas encarnaciones diferentes a lo largo de los siglos, Hath-Set asesina al Príncipe y a la Sacerdotisa.

### Doctor Hastor
En la era de la Segunda Guerra Mundial, Hath-Set se reencarna como el malvado Doctor Anton Hastor. Hawkman (el Príncipe) y Hawkgirl (la Sacerdotisa) se reencuentran mientras se enfrentan a Hastor. Hastor (Hath-Set) es el primer enemigo de Hawkman. En 1941, Hastor secuestra a algunos científicos destacados. Él reúne sus talentos y conocimientos para construir una aeronave de ojo mecánico volador, con armamento capaz de arrasar ciudades enteras. Hawkman y el All-Star Squadron frustran sus planes de conquista mundial. Sin embargo, Hastor secuestra a Hawkgirl y luego es asesinado por Hawkman con una ballesta.

### Infinity Inc.
Infinity Inc es una historia ambientada en la década de 1980. Usando una maldición, Hath-Set se apodera de un Infinitor llamado Hector Hall, también conocido como Silver Scarab. Hall es el hijo del Príncipe y la Princesa (que ahora se llaman Carter Hall y Shiera Hall). Con Hector Hall bajo su control, Hath-Set ataca al equipo. El equipo derrota a Hath-Set pero Hector Hall muere. Sin embargo, posteriormente resucita bajo la apariencia de Sandman en la Dimensión del Sueño, reemplazando al usuario anterior de ese nombre, Garrett Sanford.

### Helene Astar
En su encarnación más reciente, Hath-Set es un espíritu que puede tomar el control de las mentes y los cuerpos de sus propios descendientes. Los Hawks viajan al Himalaya para buscar a Speed Saunders. Hath-Set se ha apoderado de una mujer llamada "Helene Astar". Al intentar matar a los Hawks, Astar muere. Los Hawks creen que Astar era una reencarnación de Hath-Set y que Hath-Set ha sido asesinado de forma permanente. Hath-Set continúa para hacer un complot con el malvado empresario Kristopher Roderic para matar a Hawkman.

### Alianza con Khea
En la historia de "Brightest Day", Hath-Set vive en las selvas de Perú. Está aliado con la "Reina Shrike", la gobernante de "Hawkworld", que es la madre de Hawkgirl, Khea. Hath-Set y Khea eran amantes en el antiguo Egipto. Crearon su propia inmortalidad usando la sangre de Hawkman y Hawkgirl, junto con la enésima daga. Hath-Set ha recogido los restos de todos los cuerpos pasados de Hawkman y Hawkgirl. Los ha utilizado para construir un portal místico. Hawkman y Hawkgirl siguen a Hath-Set a través de esta puerta de entrada a Hawkworld. Hawkgirl es capturada por Hath-Set y Khea. La Entidad (White Lantern Corps) le dice a Hawkgirl que debe evitar que Hath-Set mate a Hawkman. Hath-Set ata a Hawkgirl a la puerta mística. Siguiendo las órdenes de Khea, Hath-Set golpea a Hawkgirl para atraer a Hawkman. Hawkman llega y distrae a Hath-Set. Hawkgirl luego usa sus piernas para matar a Hath-Set rompiendo el cuello del malvado sacerdote.

### DC Rebirth
En "DC Rebirth" como parte de la historia de "Dark Nights: Metal", Hat-Seth nació en tiempos prehistóricos. Su vida fue una mezcla de mentiras y medias verdades tejidas por Barbatos. Después de un encuentro con un Batman desplazado en el tiempo, Hat-Seth fundó la Tribu Judas, que también se llamó Bat Tribe. Hath-Set lo llevó a la guerra contra las otras tribus, incluida la Tribu Pájaro. La Tribu Judas causó que esta guerra trajera a Barbatos a la Tierra. Hath-Set hizo un arma con Nth Metal para matar al Jefe de la Tribu Pájaro y a su esposa. Después de hacer eso, el arma de Metal Nth hizo que se enfrentaran a sus reencarnaciones después de su muerte invisible. En el Antiguo Egipto, Hath-Set era el sirviente del príncipe Khufu y Chay-Ara. Usando el Metal Nth de una nave Thanagarian estrellada, Hath-Set mató al Príncipe Khufu y Chay-Ara. Usando hechicería, se había asegurado de que no recordaran sus vidas antes del Antiguo Egipto cuando reencarnaron la próxima vez. Carter Hall tuvo una visión de Hat-Seth en el Antiguo Egipto mientras experimenta visiones del futuro que giran en torno a Batman.
Hath-Set regresa en las páginas de Hawkman. Cuando Hawkman y Hawkwoman se reencarnan por última vez como sus encarnaciones de la Edad de Oro, Anton Hastor se da cuenta de que el ciclo de la reencarnación se ha roto y finalmente podrá matar a sus antiguos enemigos para siempre y pasar a la otra vida. Roba su daga Nth Metal del JSA Brownstone y la usa para contactar telepáticamente a Hawkman. Asesina a los pasajeros de todo un tren y los cría como zombis a través de la nigromancia. Hawkman está inicialmente paralizado por su miedo a la muerte, pero lo supera y desarma a Hastor apuñalándose a sí mismo con la daga. Destruye la daga y Hastor se suicida al pararse sobre un puente ferroviario que se derrumba. Hath-Set continúa reencarnándose a lo largo de los siglos y ataca a los Hawks cada vez que es derrotado.

## Poderes y habilidades
Hath-Set puede reencarnarse en diferentes descendientes. también se demuestra que es un experto en combate armado.

## En otros medios
- Hath-Set aparece en Liga de la Justicia Ilimitada, con la voz de Héctor Elizondo. Esta interpretación es un tema fiel de los Hawks. En el episodio "Historia antigua", ve a Hawkman (Katar Hol) viendo a Hawkgirl (Chay-Ara) besando al alto general militar Bashari. Cuando Hawkman desea que "[los dos] estuvieran muertos", Hath-Set toma esto como una orden y envenena a Hawkgirl y Bashari. Hawkman descubre lo que ha hecho Hath-Set, ordenando a Hath-Set que salga antes de que Hawkman se suicide bebiendo el vino envenenado de Hath-Set.
- Hath-Set aparece en Arrowverso, interpretado por Casper Crump. Fue un antiguo sacerdote egipcio al servicio de Ramsés II, quien se volvió ambicioso y deseaba poder para sí mismo. También estaba enamorado de la sacerdotisa Chay-Ara, que solo tenía ojos para el príncipe Khufu, y Hath-Set se enteró de esto y fue consumido por una rabia celosa. Después de que Hath-Set intentó asesinar a los amantes, los tres fueron expuestos a un elemento mutativo durante una lluvia de meteoritos (que en realidad era un producto de tecnología futurista del planeta Thanagar); Chay-Ara y Khufu se reencarnaron cada vez que los dos murieron, mientras que Hath-Set desarrolló el poder de la inmortalidad, que necesitaría mantener matando a la sacerdotisa y al príncipe en cada vida que vivieran. En algún momento, Hath-Set asumió el nombre de "Vándalo Salvaje" y comenzó su búsqueda de toda la vida para matar a cada una de las encarnaciones de sus enemigos en cada vida, logrando hacerlo 206 veces durante los siguientes 4000 años para mantener su propia inmortalidad. Hath-Set se volvió más ambicioso y buscó no solo gobernar Egipto pero el mundo entero, y con el transcurso del tiempo, gradualmente comenzó a manipular a los líderes mundiales para que comenzaran guerras para preparar al mundo para su propio gobierno eventual. Hath-Set logra conquistar el mundo en 2166, lo que lleva al Maestro del Tiempo Rip Hunter a formar un equipo. para detener su reinado de terror antes de que comience la mecanización de Hath-Set. Cuando intenta restablecer la línea de tiempo, se vuelve temporalmente mortal y es asesinado por el equipo renegado de viajeros del tiempo.
- Hath-Set aparece en el episodio de DC Super Hero Girls "#TheBirdAndTheBee", con la voz de Sean Rohani. Esta versión arruina constantemente las relaciones entre Hawkman y Hawkgirl.